# رودولفو بيريز
رودولفو بيريز (بالإسبانية: Rodolfo Pérez) هو لاعب هوكي الحقل أرجنتيني، ولد في 21 أكتوبر 1967.

## وصلات خارجية
- رودولفو بيريز على موقع أوليمبيديا (الإنجليزية)